# Franc Witko
Franc Piatrowicz Witko (biał. Франц Пятровіч Вітко, ros. Франц Петрович Витко, Franc Pietrowicz Witko; ur. 3 września 1951 w Hatówkach) – białoruski polityk, działacz Leninowskiego Komunistycznego Związku Młodzieży Białorusi i Komunistycznej Partii Białorusi); kandydat nauk ekonomicznych (odpowiednik polskiego stopnia doktora).

## Życiorys
Urodził się 3 września 1951 roku we wsi Hatówki, w rejonie głębockim obwodu witebskiego Białoruskiej SRR, ZSRR. W 1972 roku ukończył Białoruski Instytut Mechanizacji Gospodarstwa Wiejskiego, w 1987 roku Mińską Wyższą Szkołę Partyjną, a w 1991 roku Akademię Nauk Społecznych w Bułgarii. Uzyskał stopień kandydata nauk ekonomicznych (odpowiednik polskiego stopnia doktora). Tytuł jego dysertacji kandydackiej brzmiał: Ekonomiczne problemy wzrostu technicznego poziomu produkcji.
W latach 1972–1975 pracował jako główny inżynier w sowchozie „Uszackij” w obwodzie witebskim. W latach 1975–1978 był sekretarzem Uszackiego Komitetu Rejonowego Leninowskiego Komunistycznego Związku Młodzieży Białorusi. W latach 1978–1980 był instruktorem w Komitecie Centralnym LKZMB. W latach 1980–1983 pełnił funkcję sekretarza, a następnie II sekretarza Witebskiego Komitetu Obwodowego LKZMB. W 1983 roku był instruktorem w Witebskim Komitecie Obwodowym Komunistycznej Partii Białorusi (KPB). W latach 1983–1985 był II sekretarzem Postawskiego Komitetu Rejonowego KPB. W latach 1985–1988 był instruktorem w Wydziale Organizacyjnym Komitetu Centralnego KPB. Od 1991 roku był starszym pracownikiem naukowym, kierownikiem działu personalnego w Akademii Zarządzania przy Radzie Ministrów Republiki Białorusi. Pełnił funkcję wiceprzewodniczącego Federacji Związków Zawodowych Białoruskiej.

## Życie prywatne
Franc Witko jest katolikiem.